# ARA General Belgrano
«Генерал Бельграно» (ісп. ARA General Belgrano (C-4)) — легкий крейсер військово-морських сил Аргентини, потоплений британською субмариною в травні 1982 року, під час Фолклендської війни. Потоплення викликало широкий міжнародний резонанс.

## Історія
Крейсер спустили на воду в США в 1938 році під назвою «Фенікс». Він перебував у гавані Перл-Гарбору під час нальоту японської авіації 7 грудня 1941 року. У подальшому брав участь у бойових діях на Тихому океані. Після закінчення Другої світової війни «Фенікс» вивели зі складу ВМС США й 12 квітня 1951 року продали Аргентині за 7,8 млн доларів. В аргентинських ВМС крейсер отримав назву «17 жовтня», а в 1956 році його перейменували на «Генерал Бельграно», на честь генерала Мануеля Бельграно, який брав участь у війні за незалежність від Іспанії в XIX сторіччі.

## Загибель
Крейсер входив до складу аргентинської оперативної групи 79.3, яка 26 квітня 1982 року вийшла з порту Ушуая назустріч британському флоту, що наближався до Фолклендських островів.
30 квітня групу помітила атомна субмарина «Конкерор» (англ. Conqueror — «Завойовник»), яка здійснювала патрулювання у районі островів.
1 травня субмарина наблизилась до аргентинської оперативної групи, залишаючись непоміченою. На той час аргентинські кораблі перебували поза межами 200-мильної (370 км) воєнної зони, яку проголосила Велика Британія (офіційно було проголошено, що будь-який аргентинський корабель у межах цієї зони буде потоплено). Попри це, британці вирішили, що група становить загрозу для флоту. Після консультацій із міністрами свого кабінету, Маргарет Тетчер особисто віддала розпорядження про атаку кораблів супротивника.
2 травня 1982 року о 15.57 субмарина «Конкерор» здійснила залп трьома торпедами, дві з яких влучили в «Генерал Бельграно». Вважається, що більшість людей загинуло внаслідок вибуху однієї з торпед. Пожежі не виникло, однак на крейсері зник струм. О 16.24 аргентинський капітан Ектор Бонсо віддав наказ екіпажу залишити корабель. За офіційною версією, кораблі супроводу — есмінці «Іполіто Бушар» та «П'єдра Буена» у сильному тумані втратили візуальний контакт з крейсером та не змогли організувати пошуки та переслідування «Конкерора».

## Жертви
При потопленні крейсера «Генерал Бельграно» загинули 323 людини, що складає приблизно половини втрат Аргентини у Фолклендській війні. У багатьох джерелах писали про 368 загиблих, однак це не відповідає дійсності. Безпосередньо після потоплення фігурували ще більші цифри: газета «Правда» 5 травня 1982 року писала, що з 1042 членів екіпажу крейсера вдалося врятувати лише 400, однак рятувальні роботи ще продовжувалися.

## Резонанс
Британська преса повідомляла про потоплення «Генерал Бельграно» як про першу велику перемогу британських сил у війні, що розпочалась (активні бойові дії у районі Фолклендських островів розпочались 2 травня). В Аргентині ця подія викликала шок. Після 2 травня аргентинський флот фактично вивели з боїв у зв'язку зі страхом нових втрат.
Велику Британію розкритикували за те, що крейсер було потоплено за межами 200-мильної зони, яку вона сама встановила. Також висувалась версія, що потоплення було здійснене з метою зриву мирних переговорів перуанського президента Белаундо Террі, однак на офіційному рівні ця версія відкидається. У 1994 році міністерство оборони Аргентини визнало потоплення «незабороненим актом війни без кримінальної відповідальності». Попри те, у 2000 році Аргентина звернулась до Європейського суду з прав людини у Страсбурзі зі скаргою щодо незаконності дій Великої Британії у випадку з «Генерал Бельграно», однак отримала відмову за терміном давності.

## Історичне значення
Потоплення крейсера «Генерал Бельграно» стало першим потопленням надводного корабля атомною субмариною. Крім того, це другий випадок потоплення корабля субмариною після Другої світової війни.
За кількістю людських жертв потоплення «Генерал Бельграно» є найбільшою трагедією у новітній історії Аргентини.
Потоплення крейсера під час повернення на свою базу (за іншими даними, крейсер планував здійснити спробу удару по британському флоту) розглядається аргентинським суспільством як військовий злочин.